# Ribeira Grande (Santo Antão)
A Vila de Ribeira Grande, também conhecida como Povoação, é uma vila do concelho do mesmo nome, na freguesia de Nossa Senhora do Rosário, na ilha de Santo Antão, Cabo Verde. A povoação foi elevada à categoria de vila em 1732 e foi elevada a categoria de cidade recentemente, passando agora a ser chamada Cidade da Ribeira Grande. A cidade é constituida por seis zonas. A principal é o Terreiro, onde ficam situadas as instituições mais importantes, como o BCA e os Correios de Cabo Verde. De destacar tambem a presença de minimercados e lojas chinesas.
Fica situada no litoral nordeste da ilha, na e nela convergem duas ribeiras, a Ribeira Grande e a Ribeira da Torre.

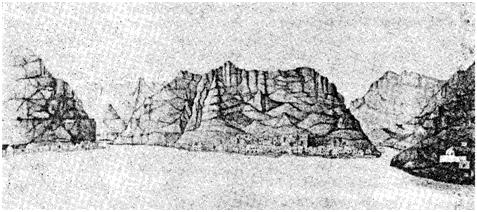
Enseada da Ribeira Grande em meados do século XIX.

Antes do atual assoreamento, que terá ocorrido durante o século XIX, o local formava uma enseada delimitada pelos lugares de Tarrafal, da Rua d'Água, d'Horta (da Horta) e Penha de França.
É um importante nó rodoviário, permitindo a ligação das estradas provenientes do Porto Novo pelo interior e pelo litoral leste à Ponta do Sol e às povoações dos vales da ribeira da Torre e da ribeira Grande.

## Personalidades
O químico Roberto Duarte Silva nasceu aqui em 1837.
Manuel de Novas, poeta, nasceu na Penha de França, lugar pertencente a esta localidade, em 1938.